# Budownictwo olęderskie okolic Nowego Tomyśla

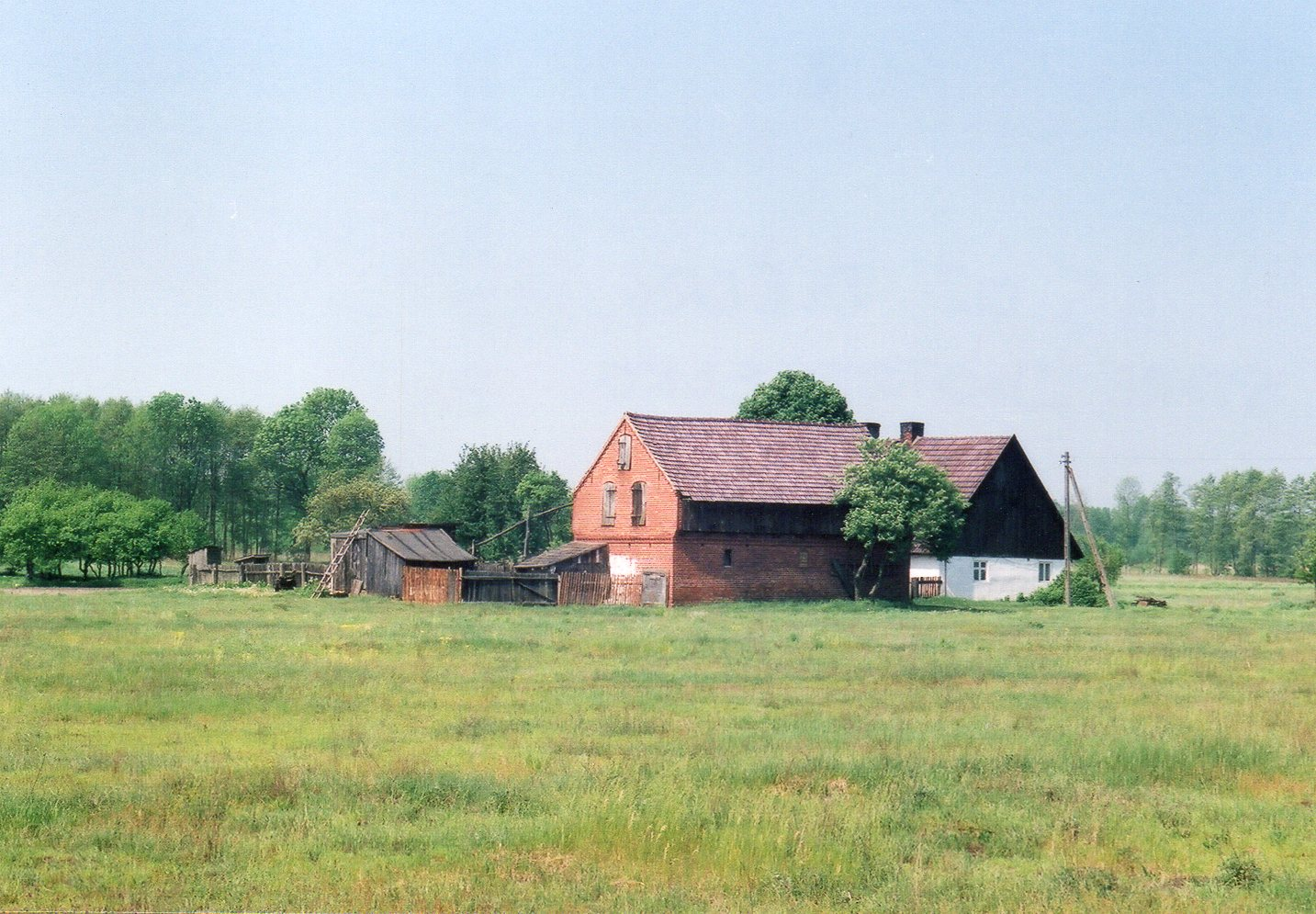
Typowa zabudowa olęderska w rejonie Jastrzębska

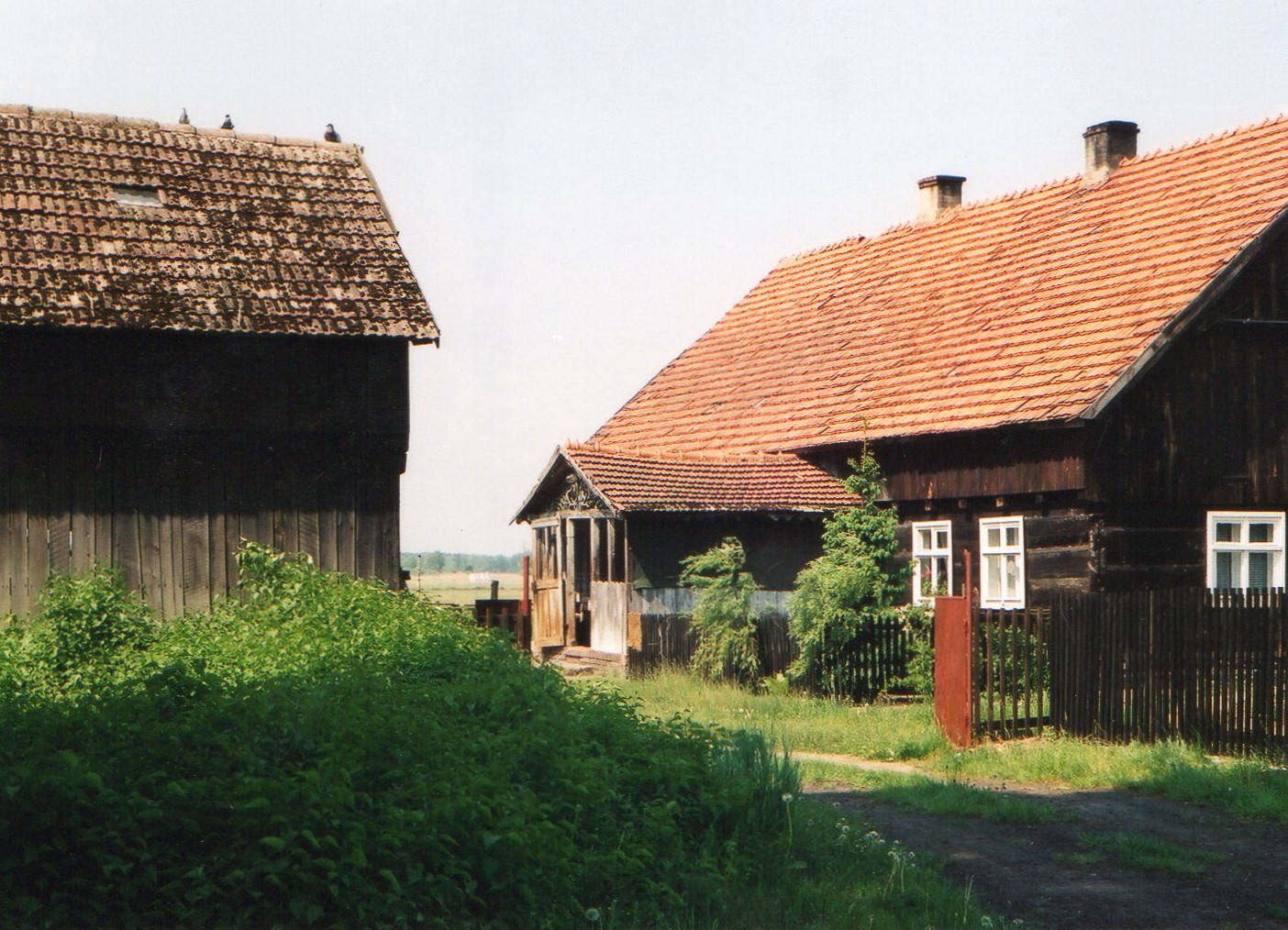
Zagroda

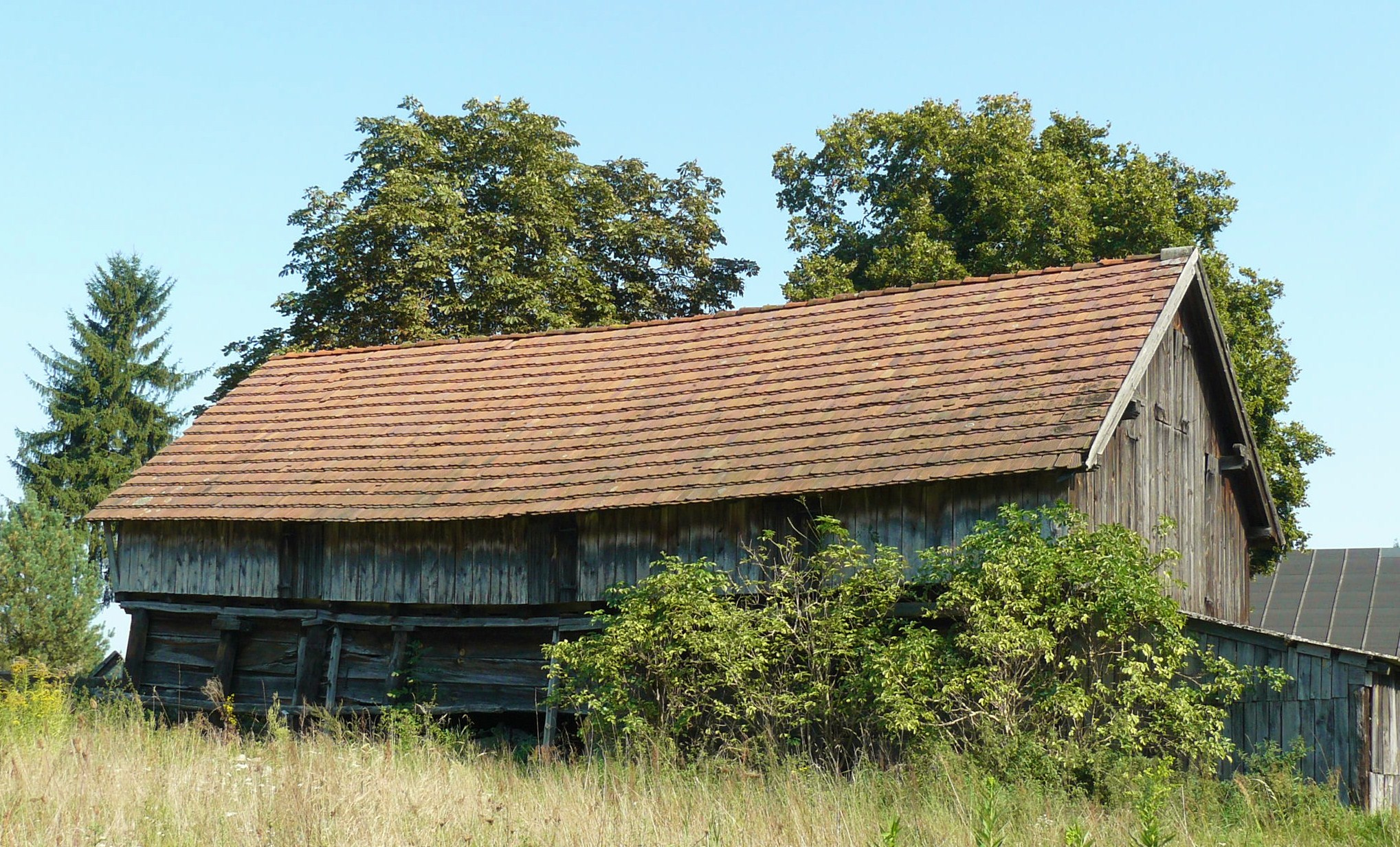
Typowa stodoła (Glinno)

Budownictwo olęderskie okolic Nowego Tomyśla – zabudowa wsi okolic Nowego Tomyśla, związana z kolonizacją olęderską w XVIII wieku.

## Historia
Tereny obecnego powiatu nowotomyskiego były obszarem największej w Wielkopolsce intensywnej kolonizacji olęderskiej, trwającej od początku XVIII wieku. Ślady tego założenia są wyraźnie widoczne w strukturze zabudowy okolic Nowego Tomyśla do dziś, nadając ton krajobrazowi tych ziem. Nazwa Olędrzy nie ma znaczenia narodowościowego, a odzwierciedla pewne zasady prawa holenderskiego, do którego odwoływano się w wielu punktach, osadzając jeszcze w Średniowieczu kolonistów niderlandzkich w wielu rejonach Europy. XVIII-wieczna kolonizacja niecki nowotomyskiej opierała się przede wszystkim na kolonistach niemieckich pochodzących z Nowej Marchii, Śląska i Pomorza (protestanci), jak również z Bawarii i Szwabii (katolicy). Późniejsze fale osadników to także Polacy i w niewielkim stopniu Czesi z Moraw i Śląska. Na terenie ziemi nowotomyskiej spotykane są dwa rodzaje osad złożonych z gospodarstw (tzw. hub):
- rzędówki i ulicówki (głównie na północy terenu), z polami biegnącymi prostopadle do cieków lub mokradeł,
- gospodarstwa samotnicze, zlokalizowane w środku prostokątnego, wykarczowanego terenu leśnego, połączone drogą dojazdową z traktem głównym.

Zagroda kolonisty na ziemi nowotomyskiej składała się najczęściej z: chałupy, zespołu gospodarczego (chlew, stodoła) i drewutni z kurnikiem (czasem jeszcze z wozowni). Charakterystyczne dla kolonistów z tego rejonu była też infrastruktura związana z uprawą chmielu i wikliny. Wiązało się z nią stawianie specyficznego budynku inwentarskiego z wysokim poddaszem (spichrzem i suszarnią) − był to tzw. trempel.
Pierwszą zasiedloną wsią kolonistów było Sękowo (około 1700). Osadnicy wycinali lasy porastające te tereny i uprawiali rolę. Następnie powstawały kolejne wsie: Glinno i Paproć (1701), Przyłęk (1704), Boruja (1705), Jastrzębsko Stare (1710), Grubsko (1712), Szarki (1724), Cicha Góra (1757), Nowa Róża (1765), Kozielaski (1767), Nowa Boruja (1795). Około 1790 w tutejszych wsiach istniało 636 gospodarstw. Zapleczem gospodarczym i centrum religijnym dla osadników stał się Nowy Tomyśl, gdzie w latach 1778-1779 Feliks Antoni Ignacy Szołdrski, tutejszy właściciel ziemski, wybudował kościół ewangelicki. Z czasem miasto znacząco się rozwinęło. Potomkowie osadników olęderskich, przede wszystkim ludność posługująca się językiem niemieckim wyjechała z tych terenów po 1918, a pozostali po 1945. Teren jest obecnie atrakcyjnym miejscem wykupu domów dla zamożnych mieszkańców Poznania.

## Obiekty w skansenach
Jedna z zagród olęderskich znajduje się na terenie Wielkopolskiego Parku Etnograficznego w Dziekanowicach. Jest to dom z Nowego Tomyśla (1823), budynek inwentarski z Sątop (1865) i stodoła z Paproci (druga połowa XIX wieku). W Skansenie w Wolsztynie oglądać można natomiast stodołę z Sękowa z 1816 oraz dom z okolic Nowego Tomyśla z 1770. Także siedziba  Muzeum Wikliniarstwa i Chmielarstwa w Nowym Tomyślu mieści się w zrekonstruowanej zabytkowej chacie osadnika olęderskiego.

## Krajobraz
Unikatowy krajobraz okolic Nowego Tomyśla to porozrzucane swobodnie zagrody (częściowo drewniane), brak większych zwartych wsi, duże obszary leśne, które nie zostały wykarczowane, teren poprzecinany kanałami i rowami, gęsta sieć nieutwardzonych dróg i duktów, liczne małe stawy oraz pola uprawne chmielu i wikliny.